# 752-й мотострелковый полк
752-й мотострелковый полк (До 1989 года назывался 322-й мотострелковый полк (ПрикВО) 
Условное наименование — Войсковая часть № 66909 (в/ч 66909) (во время дислокации в г. Оломоуц, ЧССР — в/ч пп 47286). Сокращённое наименование — 752 мсп.

## История
В 1962 году 31-я танковая Висленская Краснознамённая, орденов Суворова и Кутузова дивизия (бывший 31-й танковый корпус) была переведена на новые штаты: Н-ский мотострелковый батальон был развёрнут в 322-й мотострелковый полк.

### 322-й мотострелковый полк
статья не закончена
На 1968 год 322-й мсп (в/ч 66909) входил в состав 31-й танковой дивизии (в/ч 16695), которая входила в состав 8-й танковой армии (в/ч пп 57949) ПрикВО. В августе 1968 года 322 мсп в составе дивизии был передислоцирован в г. Оломоуц. Полк был во втором эшелоне ввода советских войск в Чехословакию. 31 тд (в/ч пп 34931) вошла в состав вновь сформированного 28-го армейского корпуса Центральной группы войск.
До 1990 года полк находился в составе ЦГВ в г. Оломоуц, в/ч пп 47286.
К началу 1989 года 322 мсп вошёл в состав 48 мсд. Потом вновь вошёл в состав 31-й танковой дивизии и был переименован в 752-й мотострелковый полк.

### 752-й мотострелковый полк
статья не закончена
26 февраля 1990 года в Москве было подписано соглашение о полном выводе советских войск из ЧССР. 752 мсп был выведен на 1-м этапе вывода войск с 26 февраля по 31 мая 1990 год в г. Нижний Новгород. 31-я танковая дивизия вошла в состав 22-й гвардейской общевойсковой Кёнигсбергской Краснознамённой армии.
В 1 июля 1997 года 31-я танковая Вислинская Краснознамённая орденов Суворова и Кутузова дивизия преобразована в 3-ю мотострелковую Висленскую Краснознамённую орденов Суворова и Кутузова дивизию (в/ч 54046, г. Нижний Новгород, ул. Федосеенко). 752-й мотострелковый полк вошёл в состав 3-й мотострелковой дивизии.
В августе 1997 года 752-й мотострелковый полк развёрнут до штата военного времени.

### Вторая чеченская война
12 сентября 1999 года полк получил боевую задачу по наведению конституционного строя на Северном Кавказе. 3 мсд (245-й гв. мсп, 752-й мсп, 99-й гв. сап) была эшелонами переброшена без танков и 25 сентября сосредоточена в районе г. Моздок.
29 сентября 1999 год 752 мсп начал участие в антитеррористической операции на территории Чечни. Полк воевал в составе западной группировки российских войск, его боевой путь: Дыдымкин — Мирный — Калиновская — Савельевская — Шаами-Юрт — Алхан-Юрт — Чечен-Аул — Грозный — Гехи-Чу — Харсеной — Мартан-Чу — Танги-Чу.
За мужество и героизм, проявленные в бою за н.п. Алхан-Юрт начальник разведки полка майор Таранец С. Г. удостоен звания Героя России (посмертно) (Указом Президента РФ № 830 от 6 мая 2000 года).
За мужество, проявленное при взятии высоты 398,3 (Гикаловские высоты) под г. Грозным командиру 3 мср капитану Тибекину О. А. присвоено звание Героя России (посмертно) (Указом Президента РФ № 145 от 9 марта 2000 года).
18 мая 2000 года из Ханкалы (Чеченская Республика) начал вывод 752-й мсп и 24 мая полк вернулся в пункт постоянной дислокации в Нижний Новгород.
3 ноября 2000 года в полку был открыт памятник погибшим в Чечне воинам.

### Наше время
23 февраля 2004 года 752-му мсп 3-й мсд постоянной готовности в Нижнем Новгороде было вручено (не имевшему до этого своего Знамени) Боевое Знамя ранее расформированного 254-го гв. мсп имени Героя Советского Союза Александра Матросова. При этом 752-й мсп был переименован в 254-й гвардейский мотострелковый полк.
На 2010 год в/ч 54262 расформирована.

## Организационно-штатная структура
статья не закончена

2204 чел., 30 T-72, 127 БМП-2, 6 БРМ-1K, 31 2с3 Акация, 10 БМП-1КШ.

## Командный состав полка
статья не закончена

### Командиры полка
322 мсп
- 1970—1972 год — полковник Завгородний (в 1972 переведён в штаб 28 АК);
- 1972 — ноябрь 1973 год — подполковник Кравченко;
- ноябрь 1973—1974 год — подполковник Владимир Харченко;
- 1974—1976 год — подполковник Владимир Петров;
- 30.8.1976 — 10.05.1979 — майор (с конца июня 1978 -подполковник (досрочно)) Рощин Виктор Михайлович;
- 198?-1984 — подполковник Лазарев Владимир Иванович;
- 1989 год — майор Грицков Игорь Филипович;
- 1989—1990 год — полковник Хребтов Сергей Михайлович (выводил полк в п. Прудбой Волгоградской области);
- май 1990—1991 — подполковник Анцупов.

752 мсп
- На июль 1995 года — полковник Белов Сергей Тимофеевич;
- на сентябрь 1999 год — полковник Петров Юрий Петрович.[14]

## Военнослужащие 322 мсп, погибшие в Чехословакии во времяОперации «Дунай»в 1968 году[15]
- Андрощук Николай Иванович, 1945 г.р., Украинская ССР, Винницкая область, Хмельникский район, село Углы. Украинец. Призван Хмельникским РВК. Рядовой, стрелок, 322-й мотострелковый полк 31-й танковой дивизии. Погиб 21 августа 1968 г. Похоронен на кладбище в с. Углы.

## Военнослужащие 752 мсп, погибшие во времяВторой чеченской кампании
В боевых действиях в Чечне погибли 62 военнослужащих полка:
1. Аленборн Виталий Сергеевич, в/ч 54262, уроженец с. Бондарево (Хакасия). Погиб 2 октября 1999 г.[16]
2. Барнаев Сергей Васильевич, в/ч 54262[17]
3. Гальцов Артём Сергеевич, в/ч 54262, рядовой, уроженец Нижегородской обл. Погиб в феврале 2000 г.[18]
4. Герасимов Алексей, в/ч 54262, рядовой, уроженец п. Кантемировка (Воронежская обл.) Умер от ран 20 января 2000 г.[19]
5. Горбунов Роман Александрович (1977 г.р.), в/ч 54262, мл.сержант. Погиб 18 января 2000 г.[20]
6. Грунин Сергей Владимирович, в/ч 54262, рядовой, уроженец Нижегородской обл. Погиб 18 февраля 2000 г.[18]
7. Дядюшкин Александр Александрович, в/ч 54262, капитан, уроженец Нижегородской обл. Погиб 12 февраля 2000 г.[18]
8. Коренев Сергей, в/ч 54262 «Ц», уроженец д. Золотово Московской обл. Погиб 18 февраля 2000 г.[21]
9. Кравцов Алексей Валерьевич, в/ч 54262, мл.сержант, уроженец г. Россошь (Воронежская обл.). Погиб 20 ноября 1999 г.[22]
10. Куликов Сергей Витальевич, в/ч 54262, уроженец Владимирской обл. Погиб 16 декабря 1999 г.[23]
11. Ларин Дмитрий Александрович, в/ч 54262, рядовой, уроженец Нижегородской обл. Погиб 31 декабря 1999 г.[18]
12. Леликов Сергей Владимирович, в/ч 54262, мл.сержант.[24]
13. Майоров Максим Сергеевич (1976 г.р.), в/ч 54262, ст.лейтенант, командир взвода, уроженец Нижегородской обл. Погиб 13 февраля 2000 г. в с. Гехи-Чу.[25]
14. Миниахметов Эдуард Рафкатович, в/ч 54262, рядовой, уроженец Балтачевский р-на (Башкортостан). Погиб 16 декабря 1999 г.[26]
15. Надеев Е. И. (1973 г.р.), в/ч 54262, ефрейтор, уроженец Самарской обл. Погиб 18 февраля 2000 г.[27]
16. Подъячев Сергей Николаевич (1973 г.р.), в/ч 54262, ст.сержант, пулемётчик, уроженец Рязани. Погиб 13 февраля 2000 г.[28]
17. Сидоренко Александр Михайлович, в/ч 54262, мл.сержант, уроженец Белгородской обл. Погиб 18 января 2000 г.
18. Таранец, Сергей Геннадьевич (1969 г.р.), в/ч 54262, майор, командир разведроты. Умер от ран 2 декабря 1999 г. во Владикавказе.[29]
19. Тибекин, Олег Анатольевич (1972 г.р.), в/ч 54262, капитан, командир роты. Погиб 16 декабря 1999 г. в Грозном.[30]
20. Филинов Владимир Андреевич, в/ч 54262
21. Околелов Андрей Андреевич, в/ч 54262, рядовой. Погиб 16 декабря 1999 г. на Гикаловских высотах под Грозным (Высота 398.3).
22. Попов Николай Николаевич (1977 г.р.), в/ч 54262, лейтенант, командир взвода. Погиб 16 декабря 1999 г. на Гикаловских высотах под Грозным (Высота 398.3)
23. Романов Сергей Васильевич (1977 г.р.), в\ч 54262 Х, ст. лейтенант. Погиб 18 января 2000 г.